# زاك ميتنبرجر
زاك ميتنبرجر من مواليد 16 جويلية 1991 ولد في واتكينزفيل ، جورجيا (الولايات المتحدة) هو لاعب كرة قدم أمريكي. وشغل خطة قورتربك.
بعدمسيرته الجامعية مع LSU Tigers ، تم اختياره في 2014 NFL Draft بواسطة Tennessee Titans في الجولة السادسة وأصبح لاعبًا أساسيًا في منتصف موسمه الاحترافي الأول. بعد موسمين مع تيتانس أصبحمن بعدها عضوًا في سان ديغو شارجس و بيتشروغ دو ستيلرز ، دون أن يلعب أي مباراة.

## سيرة شخصية

### شباب
اتم دراسته الثانوية بالمدرسة الثانوية في مدرسة مقاطعة أوكوني في مسقط رأسه في واتكينزفيل، من ولاية جورجيا الامريكية . يلعب في فريق كرة القدم الأمريكية هناك في خطة لاعب وسط .

## المذكرات و المراجع
1. ↑  Pro Football Reference (بالإنجليزية), Sports Reference, LLC, QID:Q7246590